# Prueba de Mantoux

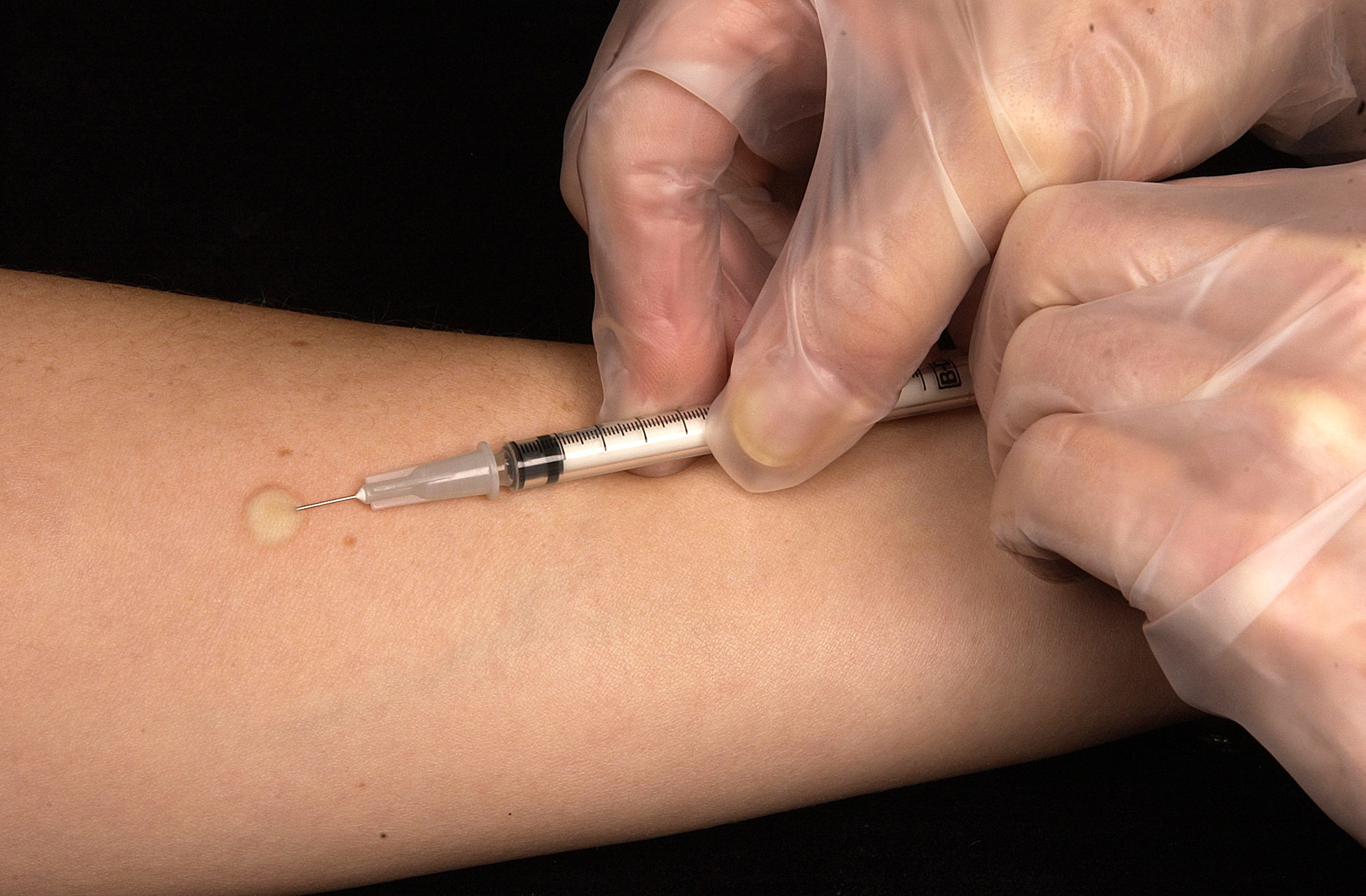
Pápula generada por la prueba de Mantoux.

La prueba de Mantoux o prueba de la tuberculina es la prueba que consiste en inyectar antígenos a un organismo para comprobar si se ha producido contacto con la bacteria Mycobacterium o con la vacuna BCG pero sin dejar huella.
La inyección intradérmica es de 0,1 mL de derivado purificado de antígeno de Mycobacterium tuberculosis. Se observa la reacción controlando la induración (pápula) a las 24, a las 48 y a las 72 horas. Cuando la pápula producida tiene más de 5 mm de diámetro, se considera que se ha producido un contacto con el bacilo o infección latente. Se considera positiva en la población general cuando la pápula producida es de 10 mm de diámetro o más.
En pacientes que ya han recibido la vacuna antituberculosa (la BCG) se considera como positiva una reacción de más de 15 mm. Para pacientes con VIH se considera positiva la reacción ante una induración de cualquier tamaño.

## Indicaciones
La prueba de la tuberculina está indicado en todas aquellas personas que presenten una mayor probabilidad de infección y que podrían beneficiarse de un tratamiento de quimioprofilaxis. Puede estar indicado también como herramienta diagnóstica en pacientes con sospecha de enfermedad tuberculosa.
- Todas aquellas personas que han tenido contacto con pacientes con tuberculosis pulmonar o laríngea.
- Pacientes con infección VIH.
- Personas con lesiones radiológicas sugestivas de TB o TBC (tuberculosis) antigua curada, pero que no fueron tratadas con pautas de reconocida eficacia.
- Persona con morbilidad conocida como factor de riesgo para tuberculosis (como diabetes mellitus, insuficiencia renal crónica, silicosis, tratamientos prolongados con corticoides o en terapia inmunosupresora, pacientes con neoplasias hematológicas, malnutridos y gastrectomizados).
- Empleados sanitarios, funcionarios de prisiones o empleados de residencias de tercera edad.
- Personas que han estado en zonas con alta prevalencia de tuberculosis.
- Pacientes que serán sometidos a terapias inmunosupresoras (terapia biológica).
- Médicos Veterinarios en contacto con animales posiblemente infectados.

## Método
Se utiliza un derivado proteico purificado de una parte del bacilo tuberculoso (antígeno) que es capaz de reaccionar con las defensas (inmunidad) del cuerpo humano. Se inyectan 0,1 ml de 2 unidades de tuberculina por medio de una punción superficial de la piel (intradérmica) con una aguja muy fina, en la cara anterior del antebrazo.

## Interpretaciones
La prueba será negativa según el siguiente parámetro:
- Pápula o induración de entre 0 y 4 mm: significa que no ha habido contacto previo con bacilo tuberculoso. En el caso de niños que han contactado con una persona infectada, se repetirá a los 2 meses para evitar el “periodo ventana”.[2]

La prueba será positiva según los siguientes parámetros:
- Pápula de más de 5 mm: pacientes infectados por VIH, contacto cercano con personas infectadas por TB o TBC (tuberculosis), radiografía de tórax que demuestre infección por tuberculosis, ingesta de esteroides y receptores de trasplante de órganos.
- Pápula de más de 10 mm: trabajadores del sector salud, habitantes de asilos, prisioneros, consumidores de drogas parenterales, pacientes con enfermedades que comprometen el sistema inmunológico (como diabetes, leucemia, linfoma, pacientes en diálisis, etc.).
- Pápula de más de 15 mm: todos aquellos pacientes que no están incluidos en los dos apartados anteriores.

## Resultados falsos positivos
Un resultado falso positivo de la tuberculina puede darse por infección de micobacterias no tuberculosas o por vacunación previa con la vacuna BCG. La vacunación previa con BCG puede dar falsos positivos muchos años después de dicha vacunación.

## Resultados falsos negativos
Puede ocurrir por el efecto booster, por lo que en ocasiones se recomienda repetir la prueba a los 10 días si el primer resultado es negativo.
También en aquellos pacientes VIH positivos pero ya en la etapa de SIDA pudiese estar, en un estado de Anergia clonal en el cual
ya no hay respuesta a ningún antígeno entonces aun pudiendo tener Tuberculosis el paciente será negativo a esta y cualquier otra prueba intradermica.
En este caso debe considerarse rayos x, antecedentes del paciente y otras herramientas diagnosticas de laboratorio.